# Санта Крус Пумакальяо, Басилио

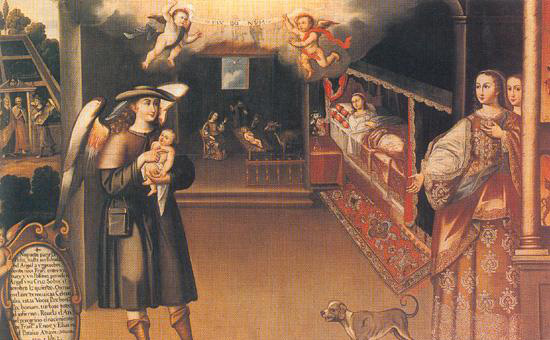
Францисканская Аллегория Непорочной Девы, мастерская Басилио де Санта Круса Пумакальяо, масло, холст, 210 см x 148 см, ок. 1670—1680, Музей Сан-Франсиско, Сантьяго, Чили.

Басилио Пачеко де Санта Круса Пумакальяо (исп. Basilio Santa Cruz Puma Callao; 1635—1710) — перуанский художник из народа кечуа из города Куско. Он принадлежит к школе Куско, колониальному движению в искусстве, объединившему художников коренного происхождения, обученных испанской религиозной живописи, преимущественно в стиле барокко.
Басилио Санта Крус, также известный под именем Пумакальяо (на языке кечуа), вместе с Диего Киспе Тито, считаются наиболее известными представителями школы Куско. Он жил в колониальную эпоху в XVII веке в Вице-королевстве Перу. Покровителем художника был епископ Мануэль де Мольинедо. В его работах параллельно сочетаются перуанская и испанская культуры, также они отличаются динамической композицией, пышной декорацией и большими масштабами.
Первоначально историки считали Басилио Санта Круса испанским монахом, но затем историк Хорхе Корнехо Буронкле обнаружил документы, контракты художника, в которых он фигурирует как Басилио Санта Крус Пумакальяо, с явным именем, происходящем из языка кечуа. Этот факт подтвердил его индейское происхождение.

## Стиль
Стиль Басилио Санта Круса сильно отличается от стиля его современника из той же школы Куско художника Диего Криспе Тито, так как он базировался не только на гравюрах, присылаемых из Европы, но и на картинах испанских художников. Эти картины, скорее всего, были привезены епископом Мольинедо из Мадрида. Мастерская Санта Круса создала серию картин, посвящённую жизни Святого Франциска.

## Коллекции
Работы Санта Круса можно увидеть в Кафедральном соборе в Куско. В этой базилике находятся 2 его огромных картины: «Апофеоз Святого Христофора» и «Святой Исидор». У трансепта весят ещё 2 картины художника: «Наложение Ризы на Ильдефонса Толедского» и «Блаженство Святого Филиппа Нери». Одна из его работ расположена в Часовне Святого Иосифа в Куско, называющаяся «Королевская Святая Дева Альмудена», широко почитаемая в Испании. Собор также владеет такими масштабными работами маслом как Карл II и королева Испании, чтящая Деву Альмудены и Дева Бетелема с епископом Мольинедо.
Работы Санта Круса до сих пор располагаются также в Монастыре Святого Франциско в Куско (церковь и монастырь), включающие в себя «Серию из жизни Святого Франциска», из которых только последняя подписана художником, датируемая 1667 годом. Церковь ла Мерсед обладает картиной Санта Круса «Мученичество Святого Лаврентия», в которой ангелы написаны в стиле испанского художника Мурильо. Басилио Санта Крус де Пумакальяо изображал также ангелов с огнестрельным оружием, столь характерных для школы Куско и нехарактерных для европейского искусства того времени.